# 1494 Savo
Az 1494 Savo (ideiglenes jelöléssel 1938 SJ) a Naprendszer kisbolygóövében található aszteroida. Yrjö Väisälä fedezte fel 1938. szeptember 16-án.